# Jean-Baptiste Favre

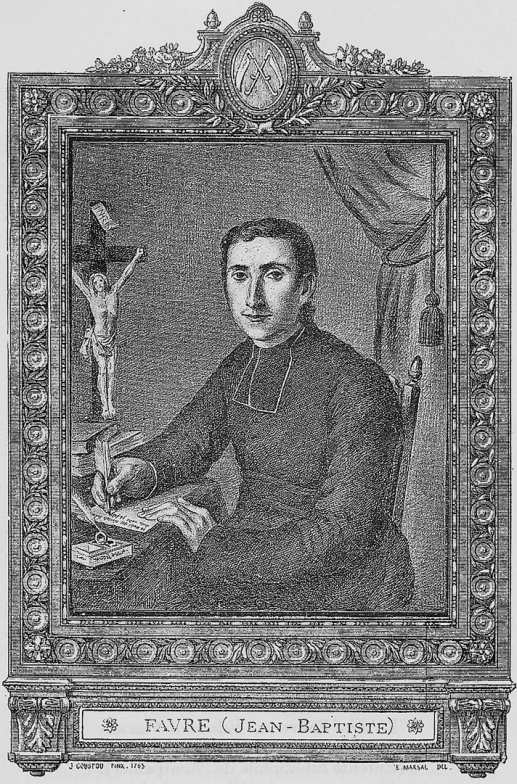
Jean-Baptiste Favre

Jean-Baptiste Favre (auch: Fabre; * 26. März 1727 in Sommières; † 6. März 1783 in Montpellier) war ein französischer Schriftsteller okzitanischer Sprache.

## Leben und Werk
Jean-Baptiste Favre wurde 1752 zum römisch-katholischen Priester geweiht. Er war Bibliothekar des Marquis d’Aubais (Charles de Baschi, 1686–1777), hatte dann verschiedene Pfarrstellen (so in Castelnau-le-Lez) und starb 1783 als Prior der Kirche Sainte-Croix de Celleneuve in Montpellier.
Als Dichter und Schriftsteller des Okzitanischen war Favre, nach dem Urteil von Jean Rouquette, ein Meister der Burleske. Er zeigte es in den Theaterstücken Ròc de Substancion und Opéra d’Aubais, vor allem aber in dem Schelmenroman Istoria de Joan l’an pres („Geschichte von Hans-sie-haben-ihn“), der ein getreues Bild dörflicher Sitten zeichnete und sich damit den romantischen Vorstellungen eines Jean-Jacques Rousseau entgegenstellte.
Favres Denkmal steht in Castelnau-le-Lez.

## Werke (Auswahl)
- (1756)  Histoire de Jean-l’ont-pris, conte languedocien du XVIIIe siècle. Hrsg. und Übersetzer Jules Troubat. I. Liseux, Paris 1877. Lacour, Nîmes 2013. Hrsg. und Übersetzer Marcel Coulon (1873–1959). Editions du Trianon, Paris 1929.
  - Istoria de Joan l’an pres. Texte intégral. Hrsg. Marcel Barral (1913–1997). Montpellier 1949.
  - Istoria de Joan-l’an-pres. L’Opera d’Aubais. Lo Tresaur de substancion. Hrsg. Yves Rouquette. Lo Libre occitan, Lavit, Tarn-et-Garonne, 1967.
  - Emmanuel Le Roy Ladurie: L’Argent, l’amour et la mort en pays d’oc. (samt) Histoire de Jean-l’ont-pris, roman languedocien, 1756. Hrsg. und Übersetzer Philippe Gardy. Seuil, Paris 1980.
  - Histoira dé Jean l’an prés tirâda das archîvas de Soulôrguès. Hrsg. und Übersetzer  Philippe Gardy und Patrick Sauzet. CRDP, Montpellier 1988.
  - (Comic) Joan l’an pres. CRDP, Montpellier 1989.
- (1773) Lou sièché dé Cadaroussa, pouèma patois. 2. Auflage. Montpellier 1797.  (« Die Belagerung von Caderousse »)
  - (französisch) Le Siège de Caderousse, poëme héroï-comique. Dumas, Montpellier 1858.
- Le Siège de Caderousse. Poëme languedocien de l’abbé Fabre, traduit en français, vers pour vers, texte en regard, et poésies languedociennes-françaises, textes et traductions. Hrsg. und Übersetzer Placide Cappeau. Roquemaure 1876.
  - Le siège de Caderousse. Hrsg. und Übersetzer Edouard Cuq. Université de Paris-Sorbonne, Paris 1982. A l’asard Bautezar!, Montfaucon 2023.
- (1779) Les quatre heures de la toilette des dames. Poème érotique en quatre chants. J. Lemonnyer, Paris 1883.
- Recul d’uvras patoizas. 2 Bde. J.-G. Tournel, Montpellier 1818–1821.
- Obras patouèzas. 4 Bde. A. Virenque, Montpellier 1839.
- Œuvres complètes, languedociennes et françaises, publiées sous les auspices de la Société pour l’étude des langues romanes. C. Coulet, Montpellier 1878.
- Œuvres complètes de langue d’oc. Culture provençale et méridionale, Raphèle-lès-Arles 1981.
- Obras complètas. 4 Bde. Institut d’études occitanes, Pessac 1983.
- Les droits de l’homme et du citoyen. La cause des journaliers, ouvriers et artisans, présentée aux Etats-généraux. Micro Graphix, 1992.

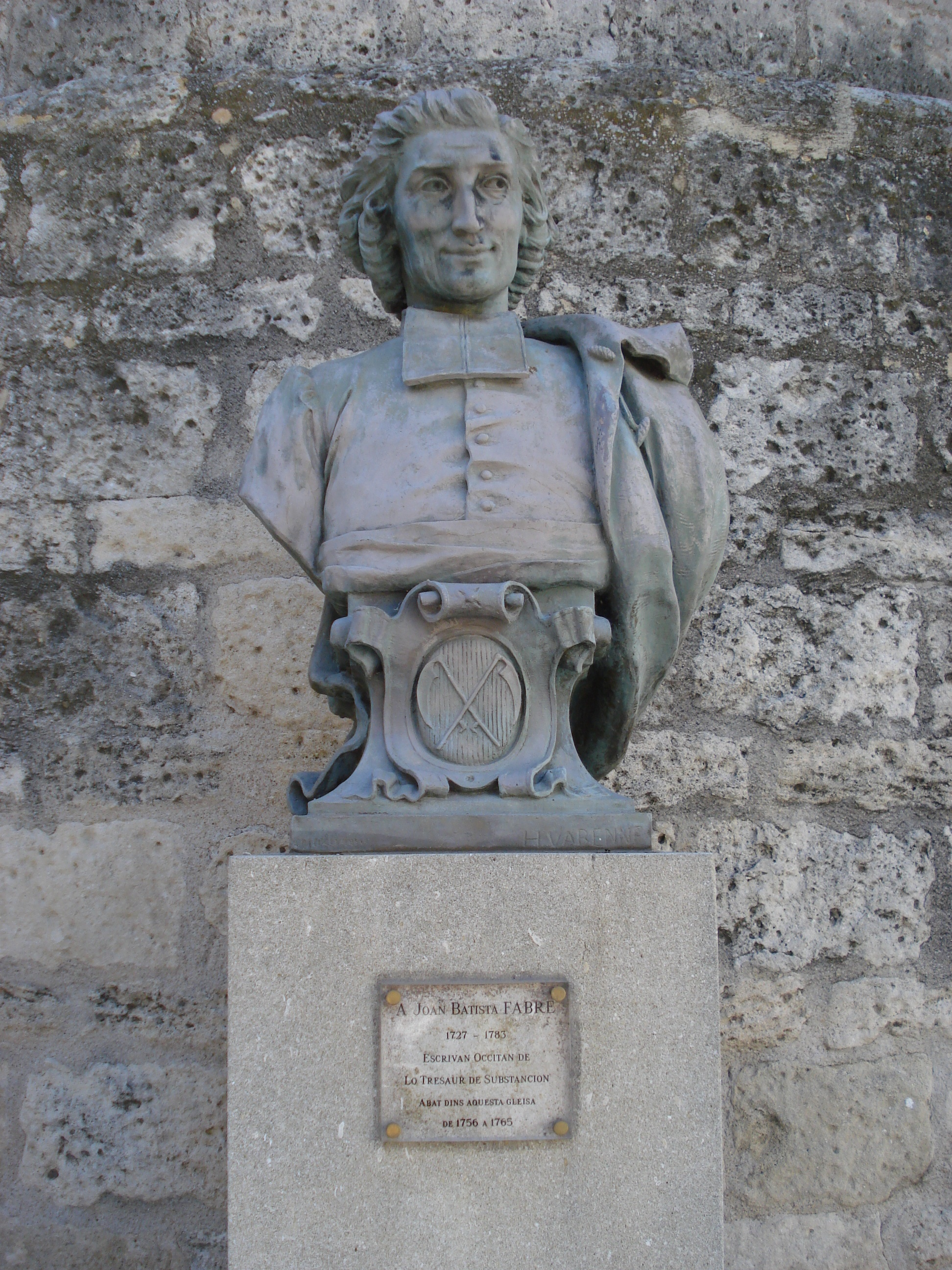
Denkmal in Castelnau-le-Lez